# LOVE YOURSELF 轉 'Tear'
『LOVE YOURSELF 轉 'Tear'』（ラブユアセルフ てん 'ティアー'）は、韓国の男性アイドルグループ防弾少年団（BTS）の3枚目のフルアルバムである。2018年5月18日にIRIVERから発売された。アジア圏出身としては初めてBillboard 200で1位を獲得した。

## 概要
「LOVE YOURSELF」シリーズの第3弾目となる作品で、前作『LOVE YOURSELF 承 'Her'』に続く2作目のアルバム。
韓国国内での売上げは、14日間で166万枚を記録。またアルバムはBillboard 200で1位、タイトル曲「FAKE LOVE」はBillboard Hot 100で第10位を記録した。アジア圏出身のアーティストがBillboard 200で1位を獲得するのは初めてであり、英語ではない外国語のアルバムが1位を獲得するのは12年振りであった。ビルボードによると、売上は13万5000ユニットで、そのうち10万枚がCDなどのフィジカルセールスで、残りが主にストリーミングセールスである。
それまでアルバムのプロモーション活動は韓国から行なわれていたが、『LOVE YOURSELF 轉 'Tear'』では、アメリカからプロモーションを開始。タイトル曲「FAKE LOVE」はビルボード・ミュージック・アワード2018の授賞式で初披露された。韓国国内でのプロモーションは渡米後に行なわれた。

## 解説
2018年4月16日、「Euphoria : Theme of LOVE YOURSELF 起 'Wonder'」と題したショートフィルムが公開された。これは『LOVE YOURSELF』シリーズの起承転結の「起」に当たる作品である。映像ではジョングクがソロで歌う楽曲が使用されているが、本アルバムには収録されていない。2015年の花様年華シリーズの際にも「花様年華 Pt.2」の発売前に「花様年華 on stage : prologue」と題したショートフィルムが公開されている。また「～ 起 'Wonder'」では、「I NEED U」(「花様年華 Pt.1」収録)のミュージックビデオや「～ prologue」と同じロケ地で撮影されたシーンがある。「～ 起 'Wonder'」はLOVE YOURSELFシリーズの開始点であり、以前のシリーズとの交差点である。BTSのシリーズ物はすべて延長線上にある成長ストーリーであると説明されている。
4月17日に、3枚目の正規アルバム『LOVE YOURSELF 轉 'Tear'』を発売することが発表された。またアルバムの発売日は5月18日金曜日であることが明かされた。
4月末、予約枚数が144万枚を突破し、また米アマゾンの予約ランキングでは8日間1位を獲得した。
5月18日、新曲とミュージックビデオが公開された。ミュージックビデオは約5時間で1千万回再生を達成し、約9日で1億回再生を記録した。どちらも「DNA」で自身がもつ韓国最高記録を更新した。アルバムは初週で100万枚を販売。2018年6月までに170万枚以上を売上げている。
そして2018年6月2日付のBillboard 200で、3週連続1位を獲得していたポスト・マローン『beerbongs&bentleys』を押さえて1位を獲得。K-POP歌手としてはもちろん、アジアの歌手として初となる快挙だった。これを受けてムン・ジェイン大統領はツイッターに「7人のメンバーそれぞれが自身が何者なのか、どのように生きていきたいのかを歌に込め、地域と言語、文化と制度を飛び越えた」と投稿して称えた。またBillboard Hot 100では10位にランクインし、TOP10入りを果たした。これはPSYの「江南スタイル」(最高2位)と、2013年の「ジェントルマン」(最高5位)に次ぐ記録である。
日本では前作同様プロモーションは行なわれなかったが、オリコンチャート週間ランキングで最高3位を獲得し、初週（6月4日付）約4.4万枚・翌週（6月11日付）12.3万枚を売り上げ、累積で16.7万枚を売上げた。5月28日付週間デジタルアルバムランキングでは1位を獲得した。8月にはゴールド認定を受けた。
カムバック初ステージは、ビルボード・ミュージック・アワード2018で行なわれた。同授賞式で、トップソーシャルアーティスト賞にノミネートされていたためである。このステージはMnetで生中継された。また、2017年11月に続きエレンの部屋、レイト×2ショー with ジェームズ・コーデンに出演し、パフォーマンスを披露した。アメリカでの約1週間のプロモーションを終えた後に韓国に帰国し、本格的に国内カムバック活動を開始した。
6月に韓国で行なわれた「Ultra Music Festival」に出演したZeddが、「FAKE LOVE」のリミックス版を披露した。

## 評価
| 専門評論家によるレビュー | 専門評論家によるレビュー |
| 総スコア                 | 総スコア                 |
| 出典                     | 評価                     |
| ------------------------ | ------------------------ |
| Metacritic               | 74/100                   |
| レビュー・スコア         |                          |
| 出典                     | 評価                     |
| オールミュージック       | [ 29 ]                   |
| ガーディアン             | [ 30 ]                   |
| IZM                      | [ 31 ]                   |
| ピッチフォーク           | 7.1/10                   |
| ローリング・ストーン     | [ 33 ]                   |
| スピン                   | 8/10                     |
| The 405                  | 7/10                     |

『LOVE YOURSELF 轉 'Tear'』は、複数の音楽評論家から肯定的な評価を与えられた。レビュー集計サイトMetacriticでは、100点満点中74点を受け、「概ね好意的な評価」を与えられた。オールミュージックは4つ星、ガーディアンは3つ星、ローリング・ストーンには3.5星を与えた。サウスチャイナ・モーニング・ポスト、The Korea Heraldなどアジア系メディアもアルバムを好意的に取り上げた。

## コンセプトと楽曲
コンセプトについてRMは、「前作では恋のときめきを表現したが、今回はうその恋が別れを迎えるという内容を盛り込んだ。結局、自分を愛することが全ての愛の鍵となる」と説明した。カムバックトレーラーであるイントロ曲「Singularity」はVのソロ曲。ネオソウルをベースにしたR＆Bジャンルの曲でRMが作詞を担当した。無垢で清廉なイメージだったジミンの「Serendipity」とは異なり、妖艶で夢幻的な仕上がりになっている。タイトル曲「FAKE LOVE」ではグランジロックを取り入れ、運命だと思った恋が偽者だったことに気付いた悲しみを表現した。後日「FAKE LOVE ロックアレンジバージョン」も公開されている。「134340」は、ハウスのリズムを生かしたヒップホップソング。タイトルの「134340」とは、惑星から「小惑星134340」へ再分類された冥王星のことを指す。「Magic Shop」はJUNG KOOKのプロデュース作品。JUNG KOOKの作品がアルバムに入るのは「花様年華pt.1」の「Love is not over」以来である。これは「YOU NEVER WALK ALONE」に収録された「1,2,3！」と同じくファンソングとなっており、RMがコンサートやファンミーティングで話したことをベースに制作された。「Airplane pt.2」はJ-HOPEのミックステープ『HOPE WORLD』の収録曲「Airplane」の続編にあたる楽曲である。作曲にはカミラ・カベロの「Havana」を手がけたアリ・タンポジが参加。ラテンのリズムにのせて、メンバーたちがスタンドマイクを使ったパフォーマンスを披露する。「Anpanman」はアンパンマンのことであり、歌詞にも「アンパンマン」という単語が登場する。アンパンマンは空腹のときに顔を与えてくれるのみで特別な超能力はないが、長い時間を共にすごしてくれるヒーローであると解釈し、その姿を彼ら自身に喩え「世界のヒーローではないが、“君”のヒーローである」と歌った曲である。
このアルバムを制作していた頃、BTSメンバーは様々なプレシャーとストレスに晒され、解散まで検討していたといい、このアルバムにはそんな彼らの心境が反映されている。メンバーのSUGAはこのアルバムの最後のトラック「Outro: Tear」について「歌詞はメンバーのために書きました。 メロディーを書きながら、解散すべきなのか深く考えていました。僕がメンバーにこの曲を聞かせたときはみんなで一緒に泣きました。」とドキュメンタリー映画の中で語っている。

## プロモーション活動
- 4月6日 - コンセプトフィルム「Euphoria：Theme of LOVE YOURSELF 起 'Wonder'」公開。
- 4月17日 - 5月18日にアルバム『LOVE YOURSELF 轉 'Tear'』を発売することを発表。ビルボード・ミュージック・アワード2018でトップソーシャルアーティスト賞にノミネートされたことが発表。
- 4月25日 - カムバック初ステージは、5月20日に開催されるビルボード・ミュージック・アワード2018であることを発表。
- 4月27日 - 「LOVE YOURSELF ワールドツアー」（11都市22公演）の開催を発表[43]。
- 5月4日 -「화양연화（花様年華）TheNotes」公開。
- 5月7日 - カムバックトレイラー「Singularity」公開。
- 5月9日 - コンセプトフォト「O」,「R」公開。
- 5月11日 - コンセプトフォト「Y」,「U」公開。
- 5月14日 - トラックリスト公開。
- 5月15日 - タイトル曲「FAKE LOVE」のミュージックビデオティザー1を公開。
- 5月17日 - タイトル曲「FAKE LOVE」のミュージックビデオティザー2を公開。
- 5月18日 - アルバム発売。18時、音源とミュージックビデオ公開。
- 5月20日（現地）- ラスベガスで行なわれたビルボード・ミュージック・アワード2018で「FAKE LOVE」を披露。
- 5月24日 - Mnet特番「BTS COMEBACK SHOW」にて、韓国国内カムバックステージを初放送。以後音楽番組で3週間に渡りカムバック活動を行った。

## トラックリスト
| #         | タイトル                                                 | 作詞                                                                                    | 作曲                     | 時間  |
| --------- | -------------------------------------------------------- | --------------------------------------------------------------------------------------- | ------------------------ | ----- |
| 1.        | 「Intro: Singularity」                                   | Charlie J.Perry RM                                                                      | Charlie J.Perry          | 3:14  |
| 2.        | 「FAKE LOVE」(タイトル曲)                                | Pdogg "hitman" bang RM                                                                  | Pdogg                    | 4:02  |
| 3.        | 「전하지 못한 진심 (Feat.Steve Aoki)」(the truth untold) | スティーヴ・アオキ Roland Spreckley Jake Torrey Noah Conrad Annika Wells RM Slow Rabbit | スティーヴ・アオキ       | 4:02  |
| 4.        | 「134340」                                               | Pdogg ADORA Bobby Chung RM Martin Luke Brown Orla Gartland SUGA J-HOPE                  | Pdogg                    | 3:49  |
| 5.        | 「낙원」(Paradise)                                       | Iophiile MNEK RM Song Jae-kyung SUGA J-HOPE                                             | Iophiile                 | 3:30  |
| 6.        | 「Love Maze」                                            | Pdogg DJ Swivel Candace Nicole Sosa RM SUGA J-HOPE Bobby Chung ADORA                    | Pdogg                    | 3:30  |
| 7.        | 「Magic Shop」                                           | JUNGKOOK Hiss noise RM DJ Swivel Candace Nicole Sosa ADORA J-HOPE SUGA                  | JUNGKOOK Hiss nose ADORA | 4:36  |
| 8.        | 「Airplane pt.2」                                        | Pdogg RM Ali Tamposi Liza Owens Roman Campolo "hitman" bang SUGA J-HOPE                 | Pdogg                    | 3:39  |
| 9.        | 「Anpanman」                                             | Pdogg Supreme Boi "hitman" bang RM SUGA Jinbo                                           | Pdogg                    | 3:54  |
| 10.       | 「So What」                                              | Pdogg "hitman" bang ADORA RM SUGA J-HOPE                                                | Pdogg                    | 4:44  |
| 11.       | 「Outro: Tear」                                          | DOCSKIM Shin Myung-soo SUGA RM J-HOPE                                                   | DOCKSKIM                 | 4:45  |
| 合計時間: | 合計時間:                                                | 合計時間:                                                                               | 合計時間:                | 43:59 |

## ミュージックビデオ
- BTS (방탄소년단) 'Euphoria : Theme of LOVE YOURSELF 起 Wonder' - YouTube
- BTS (방탄소년단) LOVE YOURSELF 轉 Tear 'Singularity' Comeback Trailer - YouTube
- BTS (방탄소년단) 'FAKE LOVE' Official MV - YouTube

## 発売日
| 日付          | 地域   | 規格                      | 販売                         |
| ------------- | ------ | ------------------------- | ---------------------------- |
| 2018年5月18日 | 韓国   | CD デジタル・ダウンロード | Big Hit Entertainment IRIVER |
| 2018年5月18日 | 全世界 | デジタル・ダウンロード    | Big Hit Entertainment IRIVER |

## チャート順位
| 地域             | チャート（2018年）                     | 最高 順位 |
| ---------------- | -------------------------------------- | --------- |
| 韓国             | South Korean Albums (Gaon)             | 1         |
| 日本             | Japan Hot Albums (Billboard)           | 1         |
| 日本             | オリコンアルバムチャート               | 3         |
| アメリカ         | US Billboard 200                       | 1         |
| アメリカ         | US Independent Albums (Billboard)      | 1         |
| アメリカ         | US World Albums (Billboard)            | 1         |
| イギリス         | UK アルバムズ (OCC)                    | 8         |
| ドイツ           | ドイツ (Offizielle Top 100)            | 17        |
| フランス         | French Albums (SNEP)                   | 45        |
| イタリア         | Italian Albums (FIMI)                  | 34        |
| スペイン         | Spanish Albums (PROMUSICAE)            | 18        |
| カナダ           | カナダ (Billboard)                     | 2         |
| オーストラリア   | オーストラリア (ARIA)                  | 6         |
| ニュージーランド | New Zealand Albums (RMNZ)              | 5         |
| オランダ         | オランダ (MegaCharts)                  | 6         |
| ベルギー         | ベルギー (Ultratop Flanders)           | 6         |
| ベルギー         | ベルギー (Ultratop Wallonia)           | 18        |
| オーストリア     | オーストリア (Ö3 Austria)              | 5         |
| スイス           | スイス (Schweizer Hitparade)           | 8         |
| ノルウェー       | ノルウェー (VG-lista)                  | 2         |
| スウェーデン     | Swedish Albums (Sverigetopplistan)     | 6         |
| フィンランド     | フィンランド (Suomen virallinen lista) | 4         |
| スコットランド   | スコットランド (OCC)                   | 11        |
| アイルランド     | アイルランド (IRMA)                    | 8         |
| ハンガリー       | ハンガリー (MAHASZ)                    | 23        |
| チェコ           | チェコ (ČNS IFPI)                      | 16        |
| スロバキア       | Slovak Albums (ČNS IFPI)               | 32        |